# Záborie
Záborie este o comună slovacă, aflată în districtul Martin din regiunea Žilina, pe malul râului Sklabinský potok⁠(d). Localitatea se află la altitudinea de 501 m deasupra n.m., se întinde pe o suprafață de 5,5 km2 și în 2017 număra 165 de locuitori. Se învecinează cu comuna Sklabiňa.

## Istoric
Localitatea Záborie este atestată documentar din 1263.

## Demografie
| An:                | 1994 | 2004   | 2014    | 2024   |
| ------------------ | ---- | ------ | ------- | ------ |
| Număr de persoane: | 116  | 123    | 156     | 171    |
| Diferență:         |      | +6,03% | +26,82% | +9,61% |

| An:                | 2023 | 2024   |
| ------------------ | ---- | ------ |
| Număr de persoane: | 169  | 171    |
| Diferență:         |      | +1,18% |